# گوشت‌خزندگان (فیلم)
گوشت‌خزندگان (انگلیسی: Carnosaur) یک فیلم علمی تخیلی ترسناک آمریکایی محصول سال ۱۹۹۳ به نویسندگی و کارگردانی آدام سایمون است. در این فیلم داین لد، رافائل اسبارجه، جنیفر رانیون و هریسون پیج ایفای نقش می‌کنند. این فیلم که بر اساس رمانی به همین نام در سال ۱۹۸۴ جان برازنان ساخته شده است، شخصیت‌های داستان را دنبال می‌کند که تلاش می‌کنند نقشه دکتر جین تیپتری برای نابود کردن نسل بشر با یک ویروس کشنده و جایگزینی آنها با دایناسورهای ژنتیکی خودش را خنثی کنند.
این فیلم در ۱۴ می ۱۹۹۳ در اوگدن، یوتا اکران شد و سپس یک روز بعد به صورت منطقه ای در ایالات متحده اکران شد و 1.8 میلیون دلار فروخت. این فیلم مورد توجه منتقدان قرار گرفت. راجر ایبرت آن را بدترین فیلم سال ۱۹۹۳ نامید، اگرچه همکارش جین سیسکل این فیلم را دوست داشت. این فیلم از آن زمان به عنوان یک «ملک‌باستر» طرفداران زیادی پیدا کرد، و دو دنباله بنام، گوشت خزندگان ۲ (۱۹۹۵) و گوشت خزندگان ۳: گونه‌های اولیه (۱۹۹۶) دارد.